# باروث
شهر باروث/مارک در ایالت برندنبورگ در کشور آلمان واقع شده است.